# ستيوارت مانلي
ستيوارت مانلي (بالإنجليزية: Stuart Manley)‏ هو لاعب غولف بريطاني، ولد في 15 يناير 1979 في ماونتن آش ‏ في المملكة المتحدة.

## وصلات خارجية
- ستيوارت مانلي على موقع رابطة أوروبا للاعبي الغولف المحترفين (الإنجليزية)
- ستيوارت مانلي على موقع التصنيف العالمي الرسمي للغولف (الإنجليزية)